# Líšeňský tunel
Líšeňský tunel je železniční tunel na katastrálním území Líšný na úseku regionální železniční trati 030 Pardubice – Jaroměř – Liberec mezi stanicí Železný Brod a zastávkou Líšný v km 112,704–113,128.

## Historie
V roce 1854 požádali podnikatelé z Liberecka o vydání koncese na stavbu železnice z Liberce do Pardubic. Listem povolení Františka Josefa I. ze dne 15. června 1856 byla vydána koncese pro podnikatele Liebiega, Lannu a bratry Kleinovy na výstavbu a provoz železnice z Pardubic do Liberce a rovněž odbočnou trať z Josefova do Malých Svatoňovic. Trať stavěla a zprovozňovala po etapách společnost Jihoseveroněmecká spojovací dráha (SNDVB). Byly to úsek Pardubice – Josefov v roce 1857, úsek Josefov–Turnov v roce 1858 a úsek Turnov–Liberec v roce 1859. Součásti trati bylo osm tunelů z nichž nejdelší byl Sychrovský s délkou 635 metrů a nejkratší Sedlejovický s délkou 77 metrů.

## Popis
Jednokolejný tunel (původně  stavěn jako dvoukolejný) se nachází na železniční trati Pardubice – Jaroměř – Liberec v úseku mezi stanicí Železný Brod a zastávkou Líšný. Byl postaven v oblouku přes ostroh (368 m n. m.) v meandru řeky Jizery a byl dán do provozu v roce 1859. V roce 1953 byl tunel rekonstruován. Tunel leží v nadmořské výšce 280 m a měří 423,86 m.